# Thaxteriella corticola
Thaxteriella corticola är en svampart som beskrevs av Petr. 1924. Thaxteriella corticola ingår i släktet Thaxteriella och familjen Tubeufiaceae.   Inga underarter finns listade i Catalogue of Life.